# Emil Coșeru
Emil Coșeru (n. 23 noiembrie 1947, Tecuci, Tecuci, România) este un actor român și conferențiar universitar doctor în cadrul Universității de Arte „George Enescu” din Iași. Joacă din 1969 la Teatrul Național „Vasile Alecsandri” din Iași. 

## Carieră
Emil Coșeru s-a născut în anul 1947, la Tecuci. A absolvit, în 1969, Institutul de Artă Teatrală și Cinematografică „I.L. Caragiale” din București, la clasa profesorilor Moni Ghelerter și Zoe Anghel Stanca.
A debutat în 1969, în rolul Treplev din „Pescărușul” de A. P. Cehov.
În 2018 a fost declarat cetățean de onoare al orașului Tecuci, în care s-a născut.
În mai 2021 a fost nominalizat pentru Premiile Galei Uniter 2021 la categoria Cel mai bun actor în rol secundar pentru rolul Ion din spectacolul „Năpasta” (…și era pădurea singură…) de I.L.Caragiale, un spectacol realizat de Adi Carauleanu la Teatrul Național „Vasile Alecsandri” Iași.

## Teatrografie
- Treplev - Pescărușul de A. P. Cehov, regia Cătălina Buzoianu, 1969
- Faustino - Războiul vesel de Carlo Goldoni, regia Anca Ovanez-Doroșenco, 1969
- Paleologul Stamate - Chiajna de Ion Luca, regia Dan Alexandrescu, 1970
- Matei - Buna noapte nechemată de Alexandru Popescu, regia Anca Ovanez-Doroșenco, 1972
- Calisto - Celestina de Fernando de Rojas, regia Cătălina Buzoianu, 1972
- Ioniță - Petru Rareș de Horia Lovinescu, regia Sorana Coroamă Stanca, 1973
- Costache Rolla - Povestea Unirii de Tudor Șoimaru, regia Dan Nasta, 1973
- Vasile - Sâmbătă la Veritas de Mircea Radu Iacoban, regia Mircea Radu Iacoban și Saul Taișler, 1974
- Ofițerul - Poveste de iarnă de William Shakespeare, regia Cătălina Buzoianu, 1974
- Petre - Într-o singură seară de Iosif Neghiu, regia Cătălina Buzoianu, 1974
- Chițimia II - Chițimia de Ion Băieșu, regia Anca Ovanez-Doroșenco, 1975
- Don Juan - Don Juan de Max Frisch, regia Anca Ovanez-Doroșenco, 1975
- Ucenicul - Burghezul gentilom de Molière, regia Virgil Tănase, 1975
- Atahuallpa - Vânătoarea regală a soarelui de Peter Schaffer, regia Letiția Popa, 1975
- Șambelanul - Ivona, principesa Burgundiei de Witold Gombrowicz, regia Brandy Barasch, 1976
- Jupiter - Amfitrion de Peter Hacks, regia Călin Florian, 1976
- Teofil - Camera de alături de Paul Everac, regia Călin Florian , 1977
- Artur - Tango de Slawomir Mrozek, regia Cristian Hadji, Culea, 1978
- Iașa - Livada de vișini de A. P. Cehov, regia Valeriu Moisescu, 1978
- Locotenentul - Căpitanul din Kopenick de Carl Zuckmayer, regia Cristian Hadji-Culea, 1979
- Hemon - Antigona de Sofocle, regia Tudor Florian , 1979
- Răducu - Cuibul de Tudor Popescu, regia Mihai Lungianu, 1979
- Mihai - Cum s, a făcut de, a rămas Catinca fată bătrână de Nelu Ionescu, regia Eugen Todoran, 1979
- Cain - Jocul vieții și al morții în deșertul de cenușă (Cain și Abel) de Horia Lovinescu, regia Nicoleta Toia, 1980
- Un tânăr țigan - Păsările tinereții noastre de Ion Druță, regia Sorina Mirea, 1980
- Aengus - Kathleen de Michael Sayers, regia Călin Florian, 1980
- Jitnicerul Stavăr - Apus de soare de Barbu Ștefănescu Delavrancea, regia Nicoleta Toia, 1980
- Marchizul de Posa - Don Carlos de Friedrich Schiller, regia Dan Nasta, 1980
- Silvius - Cum vă place de William Shakespeare, regia Nicoleta Toia , 1982
- Marchizul - Jacques fatalistul de Denis Diderot, regia Dan Nasta , 1982
- Fred - Bătrânul de Hortensia Papadat, Bengescu, regia Nicoleta Toia, 1983
- Bălcescu - Marea Unire de Mircea Filip, regia Dan Nasta , 1983
- Ștefan - Rugăciune pentru un disc-jokey de Dumitru Radu Popescu, regia Dan Stoica, 1984
- Negri - Povestea Unirii de Tudor Șoimaru, regia Dan Nasta, 1984
- El - Paznicul de la depozitul de nisip de Dumitru Radu Popescu, regia Dan Stoica, 1984
- George Dillon - Epitaf pentru George Dillon de John Osborne, regia Nicoleta Toia, 1985
- Cain - Jocul vieții și al morții în deșertul de cenușă de Horia Lovinescu, regia Nicoleta Toia, 1985
- Marcellus - Arma secretă a lui Arhimede de Dumitru Solomon, regia Dragoș Golgoțiu, 1986
- Theseu - Visul unei nopți de vară de William Shakespeare, regia Cristina Ioviță, 1986
- Nae Ipingescu - O noapte furtunoasă de I. L. Caragiale, regia Ovidiu Lazăr, 1986
- Val Iacobescu - Cursa de Viena de Rodica Ojog-Brașoveanu, regia Saul Taișler, 1987
- Kesarion - Săptămâna patimilor de Paul Anghel, regia Dan Stoica, 1987
- Băiatul - Dona Rosita de Federico Garcia Lorca, regia Anca Ovanez, Doroșenco, 1988
- Borkin - Ivanov de A. P. Cehov, regia Ovidiu Lazăr, 1988
- Grig - Steaua fără nume de Mihail Sebastian, regia Nicoleta Toia, 1988
- Mario - Jocul dragostei și, al întâmplării de Marivaux, regia Ovidiu Lazăr, 1989
- El - Poftă de cireșe de Agnieszka Osiecka, regia Ovidiu Lazăr, 1989
- Ioviță - Cartea lui Ioviță de Paul Everac, regia Dan Alecsandrescu, 1989
- 50 - Scadența de Elias Canetti, regia Ovidiu Lazăr, 1989
- Jerry - Trădarea de Harold Pinter, regia Nicoleta Toia, 1990
- David Cutrere - Orfeu în Infern de Tennessee Williams, regia Irina Popescu Boieru, 1991
- Părintele Leperec - Robespierre de George Astaloș, regia Eugen Todoran, 1991
- Val - Regulamentul de bloc de Constantin Popa, regia Dan Nasta, 1991
- Corifeul - Norii de Aristofan, regia Ovidiu Lazăr, 1992
- Avocatul acuzării - Spectatorul condamnat la moarte de Matei Vișniec, regia Irina Popescu Boieru, 1992
- Alcibiade - Socrate de Dumitru Solomon, regia Nicolae Scarlat, 1992
- Trigorin - Pescărușul de A. P. Cehov, regia Irina Popescu Boieru, 1992
- Generalul - Culoarul cu șoareci de Nicolae Breban, regia Ovidiu Lazăr, 1993
- Actorul principal - Astă seară se improvizează de Luigi Pirandello, regia Irina Popescu Boieru, 1993
- Capitano Spaventa - Bertoldo la curte de Massimo Dursi, regia Irina Popescu Boieru, 1994
- Oedip - Oedip Rege, Oedip la Colonos de Sofocle, regia Mircea Marosin, 1994
- Crivățul - Sânziana și Pepelea de Vasile Alecsandri, regia Mihai Lungeanu, 1994
- Timon - Timon din Atena de William Shakespeare, regia Irina Popescu Boieru, 1995
- Ludovic cel Mare - Cabala bigoților de Mihail Bulgakov, regia Horea Popescu, 1995
- Sandu - Cinel, cinel de Vasile Alecsandri, regia Sorana Coroamă Stanca, 1996
- Siegfried - Dona Juana de Anca Visdei, regia Ovidiu Lazăr, 1997
- John - Lautrec la Santan de Mario Moretti, regia Sorana Coroamă Stanca, 1997
- Starbuck - Omul care aduce ploaie de Richard Mash, regia Irina Popescu Boieru, 1997
- Baronul - Azilul de noapte de Maxim Gorki, regia Cristian Hadji, Culea, 1997
- Vladimir - Așteptândul pe Godot de Samuel Beckett, regia Nikolov Perveli Vili, 1998
- Don Juan - Don Juan de Molière, regia Irina Popescu Boieru, 1998
- Pacientul vorbăreț - Alarma de Olga Delia Mateescu, regia Silvia Ionescu, 1998
- Lord Burghley, Lazarus Tucker - Elisabeta I de Paul Foster, regia Irina Popescu Boieru, 1999
- Lunganul - Cine, ajunge sus la fix de Dumitru Solomon, regia Nikolov Perveli Vili, 1999
- Tatăl - Roberto Zucco de Bernard Marie Koltes, regia Alexander Hausvater, 1999
- Firs - Livada de vișini de A. P. Cehov, regia Alexander Hausvater, 2000
- Ottavio - Mizerie și noblețe de Eduardo Scarpetta, regia Irina Popescu Boieru, 2001
- Matei - Omul din cerc de Cristina Tamaș, regia Ovidiu Lazăr, 2001
- Gordini - Circul Matteo de Adrian Lustig, regia Dan Vasile, 2001
- Pancratius - Căsătorie cu de, a sila de Molière, regia Cezar Ghioca, 2001
- Cetățeanul turmentat - O scrisoare pierdută de I. L. Caragiale, regia Virgil Tănase, 2001
- Prof. Duhring - Maestrul cântăreț de Frank Wedekind, regia Irina Popescu Boieru, 2002
- Iwakiki - Hikaru, Adeptul lui Mishima, Nō Cinci povești de dragoste de Yukio Mishima, regia Alexander Hausvater, 2002
- Sir Toby - A douăsprezecea noapte de William Shakespeare, regia Beatrice Rancea, 2003
- Regele - Plăcutele istorii de dragoste și moarte de Honoré de Balzac, regia Virgil Tănase, 2003
- Balac - Magul de Paul Miron, regia Ovidiu Lazăr, 2003
- Un domn - Inimă de câine (O istorie monstruoasă) după Mihail Bulgakov, regia Ion Sapdaru, 2003
- Smirnov - Despre efectul dăunător al nostalgiei după A. P. Cehov, regia Ion Sapdaru, 2004
- Hatmanul Arbore - Apus de soare după Barbu Ștefănescu Delavrancea, regia Eugen Todoran, 2004
- Jack - Dansează ... fetele Mundy după Brian Friel, regia Ada Lupu, 2004
- Irod Antipa - Salomeea de Oscar Wilde, regia Alexander Hausvater, 2004
- Her von Eberkopf - Begriffenfeldt, Peer Gynt de Henrik Ibsen, regia Cristian Ioan, 2005
- Pantalone - Slugă la doi stăpâni de Carlo Goldoni, regia Nikolov Perveli Vili, 2005
- Brambazzi -  Pețitoarele după A. Tzagareli, regia Ion Sapdaru, 2006
- Coviello - Dragoste la Veneția (scenariu de commedia dell’arte în regie colectivă), 2006
- Șeful Bromden - Zbor deasupra unui cuib de cuci de Dale Wasserman, regia Marius Oltean, 2006
- Keisaburo - Arborele tropicelor de Yukio Mishima, regia Alexander Hausvater, 2006
- Macduff - Macbeth de William Shakespeare, regia Mihai Măniuțiu, 2007
- Hans cel Mare - Un străin, Nevasta lui Hans de Ion Sapdaru, după Nichita Danilov, regia Ion Sapdaru, 2008
- Gheorghe Popescu 003 - Gheorghe Popescu de Constantin Popa, regia Ovidiu Lazăr , 2009
- Polonius - Uciderea lui Gonzago de Nedialko Iordanov, regia Andro Enukidze , 2009
- Zeno - Cu soarele pe piept de Nora Vasilescu, regia Ion Mircioagă , 2010
- Polymestor - Aici, la porțile beznei după Hecuba și alte tragedii de Euripide, regia Mihai Măniuțiu , 2010
- Judecătorul - Al treilea negustor , Falstaff Show (cu scene din Henric al IV, lea, Henric al V, lea, Nevestele vesele din Windsor de William Shakaspeare și improvizații actoricești), regia Ion Sapdaru , 2010
- Domnul bătrân - Rinocerii de Eugène Ionesco, regia Claudiu Goga , 2011
- Tom - Comedia dragostei și, a urii, studiu de teatru, dans cu texte de William Shakespeare, regia Ion Mircioagă , 2011
- Oronte - Mizantropul de Molière, regia Gábor Tompa , 2011
- Kummer - Pană de automobil de Friedrich Durrenmatt, regia Irina Popescu Boieru , 2011
- Profesorul Faber - Focul (451° Fahrenheit) de Ray Bradbury, regia Irina Popescu Boieru , 2012
- Clovn I - Pălăria florentină de Eugène Labiche, regia Silviu Purcărete , 2013
- Abel Znorko - Variațiuni enigmatice de Eric, Emmanuel Schmitt, regia Liviu Manoliu , 2013
- Rabinul, Maharalul - Golem, regia Alexander Hausvater, 2013
- Unchiul Joseph, Dr. Edgar - Cum am devenit stupid (după Martin Page), regia Irina Popescu Boieru, 2014
- Beverly Weston - Acasă, în miezul verii de Tracy Letts, regia Claudiu Goga, 2014
- Oreilly - Arborele nopții de Truman Capote, regia Irina Popescu, Boieru, 2014
- Valetul/Judecătorul - Vizita bătrânei doamne de Friedrich Dürrenmatt, regia Claudiu Goga, 2015
- Domnul M.V. - Cabaretul cuvintelor de Matei Vișniec, regia Ovidiu Lazăr, 2015
- Domnul Smith - Cântăreața cheală de Eugène Ionesco, regia Radu, Alexandru Nica, 2015
- Cetățean din oraș - Un dușman al poporului, de Arthur Miller(adaptare după piesa lui Henrik Ibsen), regia , Claudiu Goga, 2016
- Tatăl Măcelăria lui Iov de Fausto Paravidino, regia Radu Afrim, 2017
- Manole Crudu - Moartea unui artist” de Horia Lovinescu, regia Irina Popescu Boieru, 2017
- Un dolce far niente (adaptare după Vilegiaturiștii de Maxim Gorki), regia Catinca Drăgănescu, 2018

## Filmografie
- Ciprian Porumbescu (1973)
- Cantemir (1975)
- Vlad Țepeș (1979)
- Drumul oaselor (1980)
- Burebista (1980)
- La răscrucea marilor furtuni (1980)
- Trandafirul galben (1982)
- Masca de argint (1985)
- Un bulgăre de humă (1990)
- 4 luni, 3 săptămâni și 2 zile (2007)
- Regina (2009)
- John (2015)
- The Man Behind the Terror (2019)